# Amplitud
Amplitud (Nederlands: Amplitude) was een Chileense partij van het politieke midden. De partij had twee zetels in de Kamer van Afgevaardigden en één zetel in de Senaat.
Amplitud ontstond in januari 2014 als hervormingsbeweging binnen de partij Renovación Nacional (RN), maar maakte zich al spoedig los van RN en treedt sindsdien op als zelfstandige politieke partij. Als kleine partij was Amplitud voortdurend in gesprek met andere kleine liberale partijen om tot een nauwe samenwerking te komen, zeker in aanloop naar de parlementsverkiezingen van 2017.
De partij werd opgeheven in 2018.

## Parlementariërs
- Senaat: Lily Pérez San Martín
- Kamer van Afgevaardigden: Joaquín Godoy Ibáñez en Pedro Browne Urrejola

## Ideologie

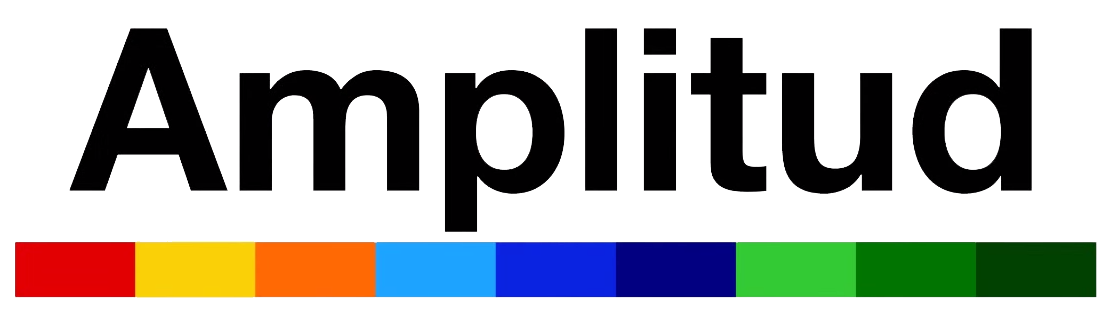
Logo van 2014 tot 2015

Amplitud was een klassiek liberale en gematigd conservatieve partij. De partij kwam op voor de mensenrechten en de vrije markteconomie en zette sterk in op het ontplooien van het individu. De partij geloofde in een kleine overheid en zelfredzaamheid van de burger, maar wilde daarbij niet de noden van mensen met een laag inkomen negeren.